# Josh Holden
Joshua Derek Adam „Josh“ Holden (* 18. Januar 1978 in Calgary, Alberta) ist ein ehemaliger kanadischer Eishockeyspieler und heutiger -trainer, der zuletzt von 2008 bis 2018 beim EV Zug in der Schweizer National League unter Vertrag stand. Zuvor spielte Holden einige Partien für die Vancouver Canucks, Carolina Hurricanes und Toronto Maple Leafs in der National Hockey League. Seit der Saison 2023/24 ist er Cheftrainer des HC Davos.

## Karriere
Josh Holden spielte als Junior von 1994 bis 1998 für die Regina Pats in der Western Hockey League. In der Saison 1995/96 erzielte er 112 Punkte in der Regular Season und war innerhalb der Western Hockey League der sechstbeste Scorer. In den nächsten beiden Jahren scheiterte er jeweils knapp an der 100-Punkte-Marke und kam auf 98 bzw. 99 Punkte. In der Saison 1998/99 hatte Holden seine ersten Einsätze für die Vancouver Canucks in der National Hockey League, welche ihn bereits im NHL Entry Draft 1996 in der ersten Runde an zwölfter Position ausgewählt hatten. Drei Jahre war er bei den Vancouver Canucks ein Ergänzungsspieler, bevor ihn die Carolina Hurricanes 2001 vom Waiver verpflichteten. Nach acht Spielen wurde er erneut von den Vancouver Canucks unter Vertrag genommen. Vor der Saison 2002/03 kam er für Jeff Farkas zu den Toronto Maple Leafs. Doch auch dort gelang es Holden nicht sich als Stammspieler durchzusetzen. Für die Lockout-Saison wechselte der Kanadier erstmals nach Europa und ging zum finnischen Club Hämeenlinnan Pallokerho, wo er rasch eine Führungsrolle einnahm. Nach einem Jahr in Finnland verpflichtete ihn der Schweizer Verein Fribourg-Gottéron. Nach zwei Jahren in Fribourg folgten als weitere Station die SCL Tigers, bevor Holden 2008 zum EV Zug wechselte. Dort war er in der Saison 2009/10 der NLA-Spieler mit den meisten erzielten Toren (30) in der Qualifikation.
In der Saison 2017/18 war er für die EVZ Academy in der Swiss League spielberechtigt und half nur sporadisch im NL-Team aus. Anschließend beendete er seine Karriere. Zur Saison 2018/19 wurde er Assistenztrainer beim EV Zug.
Seit 2023 ist Holden Cheftrainer beim HC Davos.

### International
Holden nahm für Kanada an der Junioren-Weltmeisterschaft 1998 teil. Als bester Scorer der Kanadier erzielte er vier Tore in sieben Spielen, doch das Team Canada erreichte lediglich einen enttäuschenden achten Platz bei der Junioren-Weltmeisterschaft.

## Erfolge und Auszeichnungen
- 1998 WHL East Second All-Star Team
- 2005 Meiste Unterzahltore in der SM-liiga
- 2010 Meiste Tore in der National League A
- 2012 Spengler-Cup-Gewinn mit Team Canada
- 2023 Spengler-Cup-Gewinn mit dem HC Davos (als Cheftrainer)